# Felipe Nájera
Felipe Ángel Nájera Arreola (Namiquipa, Chihuahua, México, 7 de fevereiro de 1966) é um ator e diretor teatral  e produtor de telenovelas mexicano.
Começou sua carreira como diretor, posteriormente seguindo na profissão de ator. Seu trabalho mais notável foi a participação na telenovela Rebelde, no papel do diretor Pascoal Gandía.

## Biografia
Em seus estudos básicos e seu primeiro encontro com as artes do espectáculo foram na cidade de Chihuahua, onde se mudou quando tinha 4 anos. Com 17 anos, ele emigrou para a Cidade do México para iniciar os seus estudos na Escola Nacional de Teatro del INBA. Participou em mais de trinta peças teatrais, com o dramaturgos Emilio Carballido e Sabina Berman.
O governo estadual de Chihuahua através do Instituto Chihuahuense de la Cultura y el CONACULTAC, atribuiram o prêmio de 2003 para as suas publicações como um dramaturgo Opera Prima: La Puerta Negra, que foi inicialmente realizada no palco da Cidade do México, no Teatro Helénico em 2004, sob a sua direção e com um excelente elenco: Ana Bertha Espín, Zaide Silvia Guitiérrez e atuação especial de Javier Rouen e a primeira atriz Angelina Peláez, ela ganhou três prêmios como Melhor Atriz por esse trabalho, premiado pela Associação Teatro Críticos AC
Em 1995, Felipe Nájera, começou sua carreira na televisão, primeiro como diretor assistente na telenovela "Retrato de família" e em seguida, como ator em um pequeno personagem da mesma história, após esse trabalho ele atuou em Gente Bien, também foi diretor e ator na telenovela Ramona no ano de 2000, depois alternou entre atuação e direção: "Rebelde y Lola", "Érase una Vez". Sua última direção foi na telenovela cena: Las tontas no van al cielo, está atualmente envolvida como ator, na gravação da telenovela Verano de amor.
No teatro dirigiu a peça "Tomóchic:la voluntad de un pueblo" de Humberto Robles, fez uma série de shows ao longo de 13 anos, onde desempenhou "La Doña", todos escritos por Humberto Robles, e o monólogo "Frida Kahlo Viva la Vida " de Humberto Robles, Gabriela Roel, e com Ana Karina Guevara (alternando papel), o trabalho foi montado em 10 países. Atualmente prepara a encenação de sua segunda peça, "Palabras de Mujer", um texto que aborda questões do envelhecimento, o feminino e masculino nos seres humanos, através dos personagens interpretados por María Félix e Dolores del Río.

## Vida Pessoal
Em 2010, após exposição na imprensa assumiu sua homossexualidade. Atualmente está casado com o produtor Jaime Morales. 
o casal iniciou em 2012 um processo de adoção, e após muita burocracia,finalmente conseguiram adotar Alejandra, tornando-se o primeiro casal homossexual mexicano a adotar uma criança.

## Filmografia

### Telenovelas
- Contigo sí (2021-2022) Julio
- Despertar contigo (2016)
- Antes Muerta que Lichita (2015-2016) - Marcelo
- Mentir para vivir (2013) - Padre Mariano Curiel
- Corona de lágrimas (2012) - Ing. Marco Cervantes
- Dos Hogares (2011-2012) - Armando
- Teresa (2010) - Hugo
- Verano de Amor (2009) - Federico Carrasco
- Lola...Érase una vez! (2007/2008) - Severo Lince
- La fea más bella (2006) - Diseñador
- Código postal (2006) - Juez
- Rebelde (2004/2006) - Diretor Pascual Gandia
- Amarte es mi pecado (2004) - Felipe Fernández Del Ara
- Clase 406 (2002/2003) - Dionisio Niño Infante
- Primer amor... a mil por hora (2000/2001) - Valente Montijo
- Ramona (1999/2000) - Fernando Coronado
- Gente Bien (1997) - Diego
- Retrato de família (1995) - Amezcua

### Séries
- RBD La Família (2007) - diretor de cinema Kevin J.
- Mujer, casos de la vida real - (2006) - Luigi Suerez

### Como diretor
- Amorcito corazón (2011/2012)
- Camaleones (2009)
- Las tontas no van al cielo (2008)
- Rebelde (2006)
- Ramona (2000) douglas costa